# Ghiacciaio Hall
Il ghiacciaio Hall (in inglese Hall Glacier) è un ghiacciaio situato sulla costa di English, nella parte occidentale della Terra di Palmer, in Antartide. Il ghiacciaio, il cui punto più alto si trova 222 m s.l.m., fluisce verso nord scorrendo fra il flusso di ghiaccio Lidke e il ghiacciaio Nikitin fino ad entrare nello stretto di Stange, andando così ad alimentare la piattaforma glaciale Stange.

## Storia
Il ghiacciaio Hall fu così battezzato nel 2006 dal Comitato consultivo dei nomi antartici in onore di Dann V. Hall, membro dello United States Geological Survey e ricognitore durante il Progetto barriera di Ross nel 1976-77.